# Силинзи
Силинзи (лат. Silingae, старогрчки Σιλίγγαι – Silingai) су били источногерманско племе, вероватно део веће вандалске подгрупе. Према већини научника, Силинзи су могли живети у данашњој Шлезији (латински: Silesia) и да постоји веза између имена Силинзи и Силесија.
Силинзи су учествовали у сеоби Вандала на Пиринејско полуострво и касније у северну Африку, што је био један од узрока пада Западног римског царства.